# Copa Studio
Copa Studio es un estudio animación de Brasil, fundado en 2009 en Río de Janeiro. Produce dibujos animados para la televisión abierta y por suscripción.

## Producciones
- Trompa Tren (2010-2017).
- Cuentos espantosos para niños caprichosos (2013-2017; producida por Glaz Entertainment).
- Hermano de Jorel (2014-2022).
- Cuentos Espantosos : La película (2017); distribuida por Vitrine filmes
- Las Microaventuras de Tito (2018-presente).
- Giga Blaster (2009-2014-presente producida por Cartoon Network y TV Cultura).
- Ico Bit Zip (2019-presente producida por Nat Geo Kids).
- ¡Despierta Carlo! (2023-presente producida por Netflix).[1]
- Covi & Zizt (2024-próximas producida por Amazon Prime Video).

## Enlaces relacionados
- Página oficial